# Waldemar Grzimek
Waldemar Grzimek (* 5. Dezember 1918 in Rastenburg, Ostpreußen; † 26. Mai 1984 in West-Berlin) war ein deutscher Bildhauer, Keramiker, Lithograph, Holzschneider, Zeichner und Medailleur.

## Leben

### Familie
Waldemar Grzimek war der Sohn des Juristen Günther Grzimek und der Emmy Jansen aus Bonn. Sein älterer Bruder Günther war ein bekannter Landschaftsarchitekt. Er ist ein Cousin des Zoologen Bernhard Grzimek.
In erster Ehe heiratete Grzimek am 17. September 1941 in Berlin-Schöneberg die Malerin und Keramikerin Christa von Carnap (1921–2010). Grzimeks erste Ehe wurde um 1950 geschieden. In zweiter Ehe heiratete Grzimek 1962 Lydia Schumann (1927–2016).
Aus der ersten Ehe stammen die Tochter Sabina und Sohn Tomas, aus der zweiten Ehe die Tochter Jana. Beide Töchter wurden wie der Vater Bildhauerinnen, sein Sohn ist Keramiker.

### Werdegang

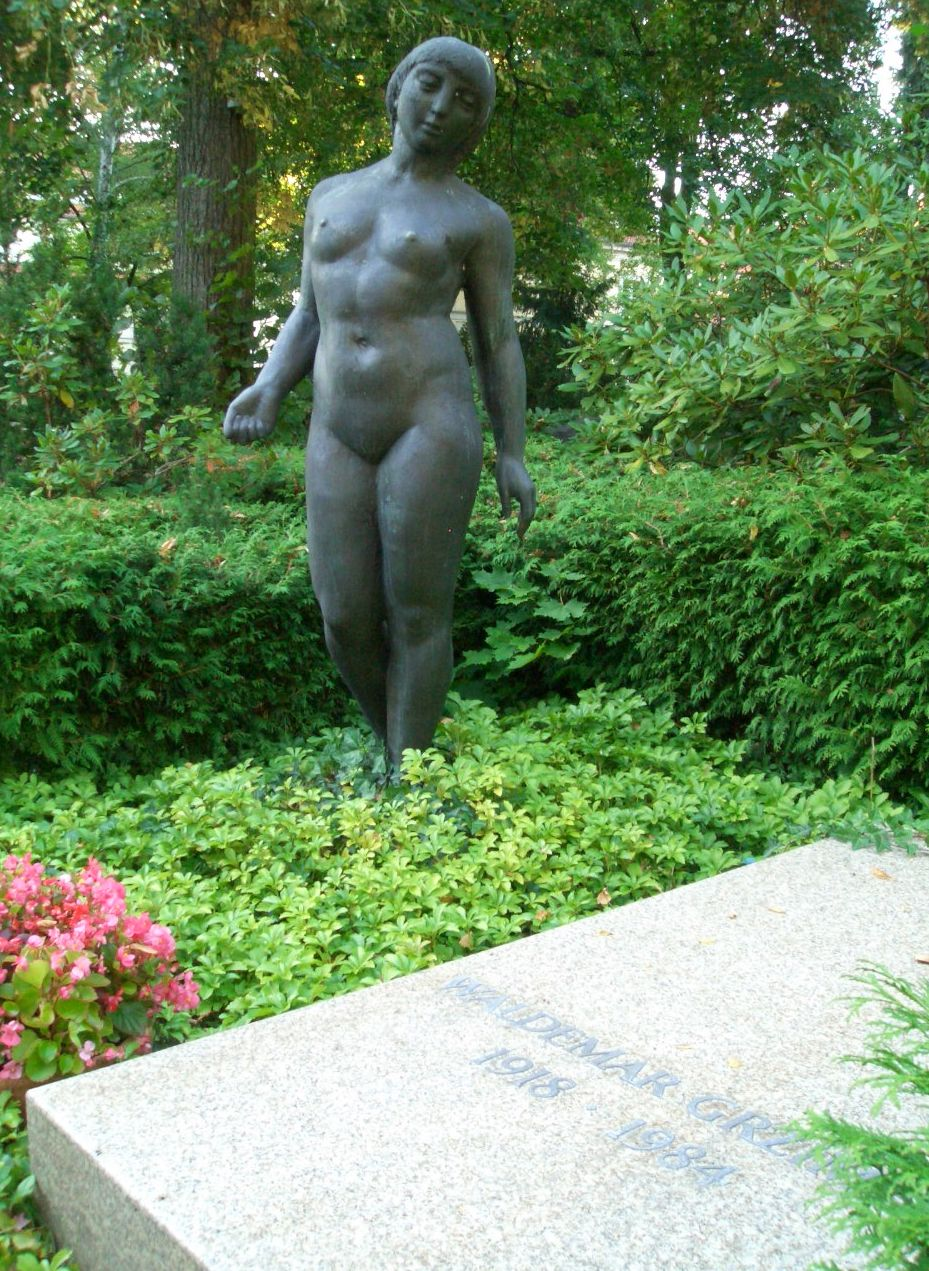
Grzimeks Grab mit einer lebensgroßen Nackten

Bedingt durch die Tätigkeit seines Vaters als Abgeordneter des Preußischen Landtags zog die Familie 1925 nach Berlin, wo sein Vater eine neue Anwaltspraxis eröffnete. Er hatte in Schönschornstein bei Erkner ein Anwesen mit zwei Häusern erworben. Dort verbrachte Grzimek einen Teil seiner Kindheit. und hatte er später sein Atelier. Er begann 1929, elfjährig, mit dem Modellieren von Tieren im Zoologischen Garten von Berlin. Dort traf er auf den Bildhauer Hugo Lederer, Professor an der Berliner Akademie der Künste, der Grzimek das Bauen von Gerüsten für Plastiken beibrachte. In seiner frühen Schaffensphase entstanden hauptsächlich Tierplastiken. Sein erstes Werk war ein Wisentstier. Im Alter von 12 Jahren gewann er für seine Plastik einer Skyeterrier-Gruppe den ersten Preis auf einer Berliner Hundeausstellung. Aufsehen erregte der damals 15-jährige Grzimek 1933 mit seinen Plastiken auf einer Ausstellung in der Akademie der Künste. Ausgestellt wurden ein Nashorn, ein amerikanischer Büffel sowie die Skizze des Kopfes seines Vaters. Der Berliner Bildhauer und Professor Richard Scheibe äußerte privates Interesse am Kauf der Nashornplastik.
Im Juni 1934 wurden Tierplastiken des „Hitlerjungen Waldemar Grzimek“ in der Ausstellung „Kolonialer Bastelarbeiten“ gelobt. Diese Ausstellung wurde im Berliner Zoologischen Garten im Rahmen des „Kolonialen Nachmittags“ am 29. Juni 1934 veranstaltet.
Nach seinem Schulbesuch trat Waldemar Grzimek 1937 eine Steinmetzlehre bei der Philipp Holzmann AG an, bis er zum Studium der Bildhauerei bei Wilhelm Gerstel an der Hochschule für Bildende Künste Berlin zugelassen wurde, welches er 1941 kriegsbedingt abbrach. In der Zeit des Nationalsozialismus war Grzimek obligatorisch Mitglied der Reichskammer der bildenden Künste, und er konnte an einigen Ausstellungen teilnehmen. Er nahm als Angehöriger der Kriegsmarine am Zweiten Weltkrieg teil und war u. a. in Flensburg stationiert. In dieser Zeit erhielt er 1942 den Rom-Preis mit einem Studienurlaub in der Villa Massimo.
Durch einen Bombenangriff in Berlin verlor er sein Frühwerk. Von 1945 bis 1946 schloss er das Studium unter provisorischen Umständen ab. Nach Kriegsende bekam er durch Vermittlung von Charles Crodel 1946 einen Lehrauftrag an der Kunstschule Halle auf Burg Giebichenstein und begann die Zusammenarbeit mit Hedwig Bollhagen. In Halle pflegte er enge Kontakte zu Gustav Weidanz und Willi Sitte. Er wurde Mitglied der Künstlergruppe „Die Fähre“. 1950 nahm er am Wettbewerb der DDR für das Projekt eines Thälmann-Denkmals in Berlin mit René Graetz und Ruthild Hahne teil. Dieses Projekt wurde 1961 aufgegeben.
Von 1948 bis 1951 lehrte er als Professor für Plastik an der Hochschule für Bildende Künste in Berlin-Charlottenburg. Aus diesem Lehramt wurde Grzimek 1951 wegen der Teilnahme an Ausstellungen und Aktivitäten des Verbands Bildender Künstler Deutschlands (VBKD) entlassen. 1952 führten ihn Studienreisen in die Sowjetunion und 1953 mit Wolfgang Frankenstein nach Italien. Von 1956 bis 1961 war er Professor für bildende und angewandte Kunst an der Kunsthochschule Berlin-Weißensee.
Am Tag des Mauerbaus in Berlin 1961 befand sich Grzimek auf dem Weg von Ost- nach West-Berlin. Er meldete sich bei einem Grenzposten und trug sein Anliegen vor, wurde daraufhin festgenommen, inhaftiert, verhört und schließlich nach West-Berlin abgeschoben. Obwohl Grzimek ursprünglich nicht die Absicht hatte, die HBK Berlin-Weißensee und seine Schüler zu verlassen, kehrte er nicht zurück. Er blieb aber Mitglied der Akademie der Künste der DDR, behielt seine Titel und stand weiterhin in engen Kontakten zu Bildhauern der DDR. Er stellte immer noch in der DDR aus und seine Werke wurden durch Museen und Sammlungen der DDR erworben.
Als ordentliches Mitglied des Deutschen Künstlerbundes nahm Grzimek zwischen 1967 und 1984 an insgesamt elf großen DKB-Jahresausstellungen teil. 1964 wurden Arbeiten von ihm auf der documenta III in Kassel in der Abteilung Skulptur gezeigt. Bis zur Berufung zum Professor an die Technische Universität Darmstadt 1967 wirkte Waldemar Grzimek als freischaffender Künstler in Berlin und Friedrichshafen. Von 1967 bis 1984 war Grzimek Professor für plastisches Gestalten an der TU Darmstadt.
Grzimeks Grab befindet sich auf dem Berliner Friedhof Dahlem.

## Schüler (Auswahl)
- Lutz Brockhaus
- Albert Ebert
- Friedrich B. Henkel
- Richard Hess
- Inge Flierl
- Detlef Kraft
- Siegfried Krepp
- Margret Middell
- Harry Müller
- Hubert Petras
- Jürgen Raue
- Baldur Schönfelder

## Auszeichnungen
- 1959: Nationalpreis der DDR II. Klasse für sein Mitwirken am Buchenwalddenkmal
- 1984: Bremer Bildhauerpreis[4]

## Werke

### Bildhauerische Werke
Grzimek hinterließ ein bedeutendes bildhauerisches, zeichnerisches, graphisches und auch schriftstellerisches Werk. Seine Arbeiten wurden in Galerien von Ost- und West-Berlin aufgestellt. In Berlin stammen das Heinrich-Heine-Denkmal am Weinbergsweg (1958, Zweitabguss 2002 in Berlin-Mitte) und der Brunnen auf dem Wittenbergplatz (1985) von ihm. Ein weiteres Heinedenkmal schuf Grzimek für das Dichterviertel in Ludwigsfelde, das 1956 enthüllt wurde. Ferner ziert seine große Plastik Reiter auf strauchelndem Pferd den Stadtfriedhof in Biberach an der Riß und eine Bronzetür das Seitenschiff des Klosters Unser Lieben Frauen in Magdeburg (1976). Seine Auseinandersetzung mit dem Nationalsozialismus verbildlichte Grzimek durch die Gestaltung der Buchenwaldglocke im Glockenturm des Konzentrationslagers Buchenwald (1958) und in Form eines Mahnmals für das Konzentrationslager Sachsenhausen (1960). Unter der Bezeichnung Studiensammlung sammelte Grzimek Berliner Kunst des 19. Jahrhunderts. Diese Sammlung wurde in mehreren Städten gezeigt.
Bedeutsam erscheint, dass der Künstler zwischen 1959 und 1960 wesentlichen Anteil an der Auswahl von Skulpturen für den damals entstehenden Wohnsitz des SED-Politbüros in der Waldsiedlung Wandlitz hatte. Dort sind / waren – neben zahlreichen weiteren Werken bekannter Künstler wie Cremer, Drake, Hunzinger, Plietzsch, Geyer, Weidanz, Fritz Kühn – sechs seiner Werke vorhanden:
- Schwimmerin – identisch mit der Darstellung Heilbronn – Standort vor dem dortigen Hallenbad, diesem den Rücken zukehrend.
- Hockende im Garten des Hauses 10 an einem Teich (Bronze, zwecks Reparatur 2010 entfernt)
- Kleine Stehende. Margot im Garten des Hauses 15 (Bronze, zwecks Reparatur 2010 entfernt)
- Ruhender Tänzer im Garten des Hauses 19 (Bronze, 1992 gestohlen)
- Kellnerin am Ladenkombinat (Bronze, 1992 gestohlen)
- Keiler (Sandstein, 2011 abgebaut).

Vier seiner Werke sind seit 2013 in der Ausstellung „Kunstraum Innenstadt – Skulpturensammlung der Waldsiedlung Bernau“ zu sehen.

### Publizierter Essay Grzimeks
- Bericht von einer Italienreise. In: Bildende Kunst, Berlin, 2/1954, S. 50–57

## Ausstellungen (unvollständig)
- 1938: Januar-Ausstellung des Vereins Berliner Künstler, Berlin
- 1940: Frühjahrsausstellung der Preußischen Akademie der Künste, Berlin
- 1941: Frühjahrs- und Herbstausstellung der Preußischen Akademie der Künste, Berlin
- 1946: 1. Deutsche Kunst-Ausstellung der sowjetischen Besatzungszone im Zeughaus, Berlin
- 1947: Malerei der Gegenwart, Leipzig
- 1956: Stadt- und Bergbau-Museum, Freiberg/Sachsen
- 1957: Städtische Kunstsammlung, Dresden
- 1960 Neue Galerie, Berlin
- 1961 Stadt Museum, Jena
- 1963: Kölnischer Kunstverein, Köln
- 1969: Kunstverein Oldenburg, Oldenburg
- 1964: Neue Münchner Galerie, München
- 1967: Neue Galerie, Berlin: Deutsche realistische Bildhauerkunst im 20. Jahrhundert
- 1974: Kunsthalle Bremen, Bremen
- 1979: Schloß Charlottenburg, Berlin
- 1979: Städtisches Museum, Heilbronn,
- 1964: documenta 4, Kassel
- 1982 Galerie Ludwig Lange, Berlin
- 1982: Veste Coburg, Coburg: Bildhauer des 20. Jahrhunderts arbeiten in Porzellan
- 1984: Galerie Timm Gierig Frankfurt M. Ausstellung an Orten: Paulsplatz (Großplastik) – Galerie Gierig am Rathaus + Künstlerhaus Gierig-Frankfurt (Dauerausstellung)
- 1989: Kloster Unser Lieben Frauen, Magdeburg
- 1999: TimmGierig Leinwandhaus, Frankfurt am Main, Deutschland Ost, Deutschland West. Zehn Jahre danach, Kunstwerke davor
- 2000: Deutschland Ost, Deutschland West. Zehn Jahre danach, Kunstwerke davor, Halle,
- 2000: Kunstverein Talstrasse, Jena,
- 2008: Gerhard-Marcks-Haus, Bremen: Nichts als Arbeit! Der tätige Mensch in der Bildhauerkunst des 20. Jahrhunderts. (Werke von Waldemar Grzimek, Gerhard Schreiter und Gerhard Marcks aus der Sammlung des Gerhard-Marcks-Hauses)
- 2015: Kunstkabinett Hanna Bekker, Frankfurt am Main
- 2015 Atelier Arno Breker, Berlin
- 2016 Skulpturensommer, Pirna
- 2017 Skulpturensommer, Pirna
- 2017 Galerie Netuschil, Darmstadt
- 2017: Museum Beelden aan Zee in Scheveningen
- 2023: Sammlung Gierig Frankfurt am Main, 18 Bronzen (Groß- und Klein) aus der Ausstellung 1984.

## Öffentliche Sammlungen und Museen mit Werken Grzimeks (unvollständig)
- Berlin: Neue Nationalgalerie[7]
- Berlin: Berlinische Galerie[8]
- Berlin: Stiftung Stadtmuseum[9]
- Braunschweig: Herzog Anton Ulrich-Museum, Kupferstichkabinett[10]
- Dresden: Skulpturensammlung[11]
- Velten: Ofen- und Keramikmuseum[12]

## Veröffentlichungen (Auswahl)
- Deutsche Bildhauer des zwanzigsten Jahrhunderts. Leben, Schulen, Wirkungen. Moos, München 1969.
- Deutsche Stuckplastik. 800 bis 1300. Propyläen Verlag, Berlin 1975, ISBN 3-549-06608-2.
- mit Peter Bloch: Das klassische Berlin. Die Berliner Bildhauerschule im neunzehnten Jahrhundert. Propyläen Verlag, Frankfurt am Main 1978, ISBN 3-549-06631-7.
- Die Waldsiedlung – ein Sachbuch über „Wandlitz“. FB Verlag, Basdorf 2005.

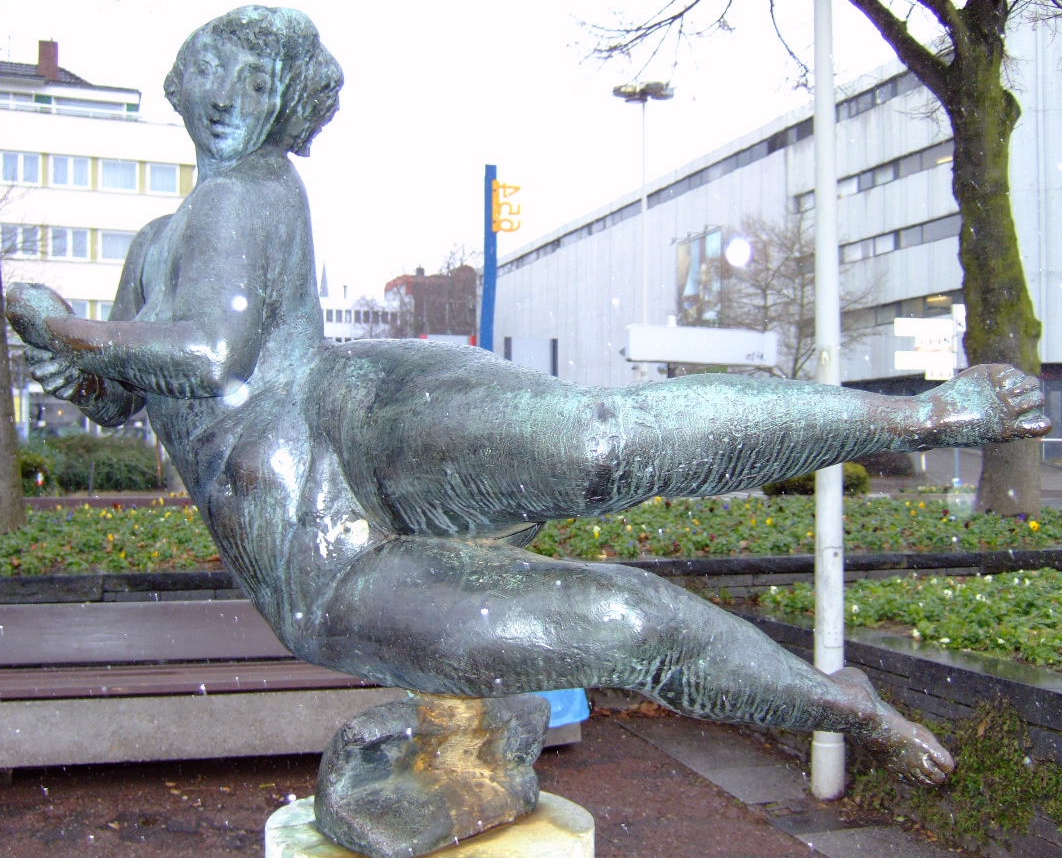
Die Welle (1967), Bonn Rheinufer
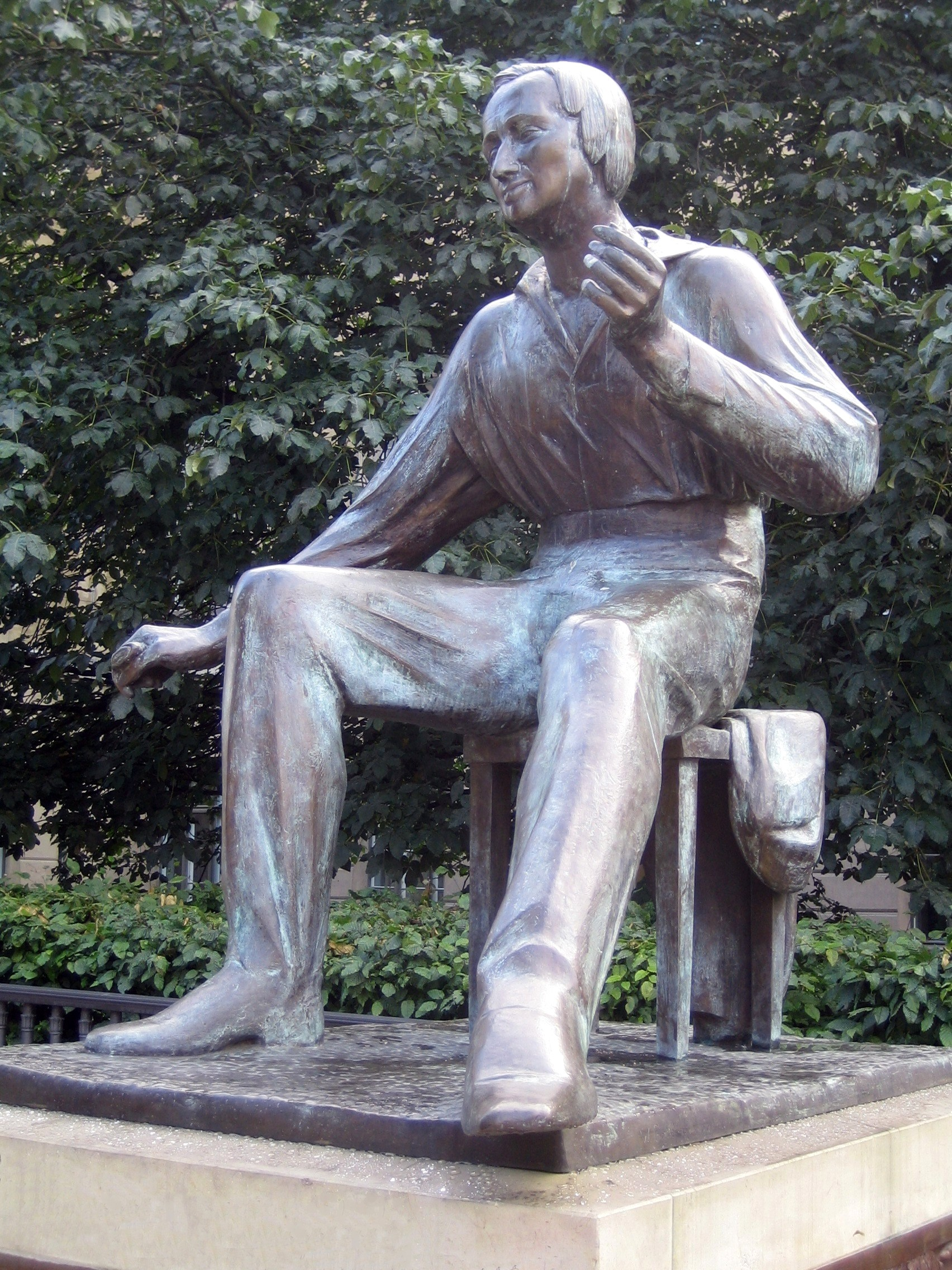
Heinrich-Heine-Denkmal, Berlin
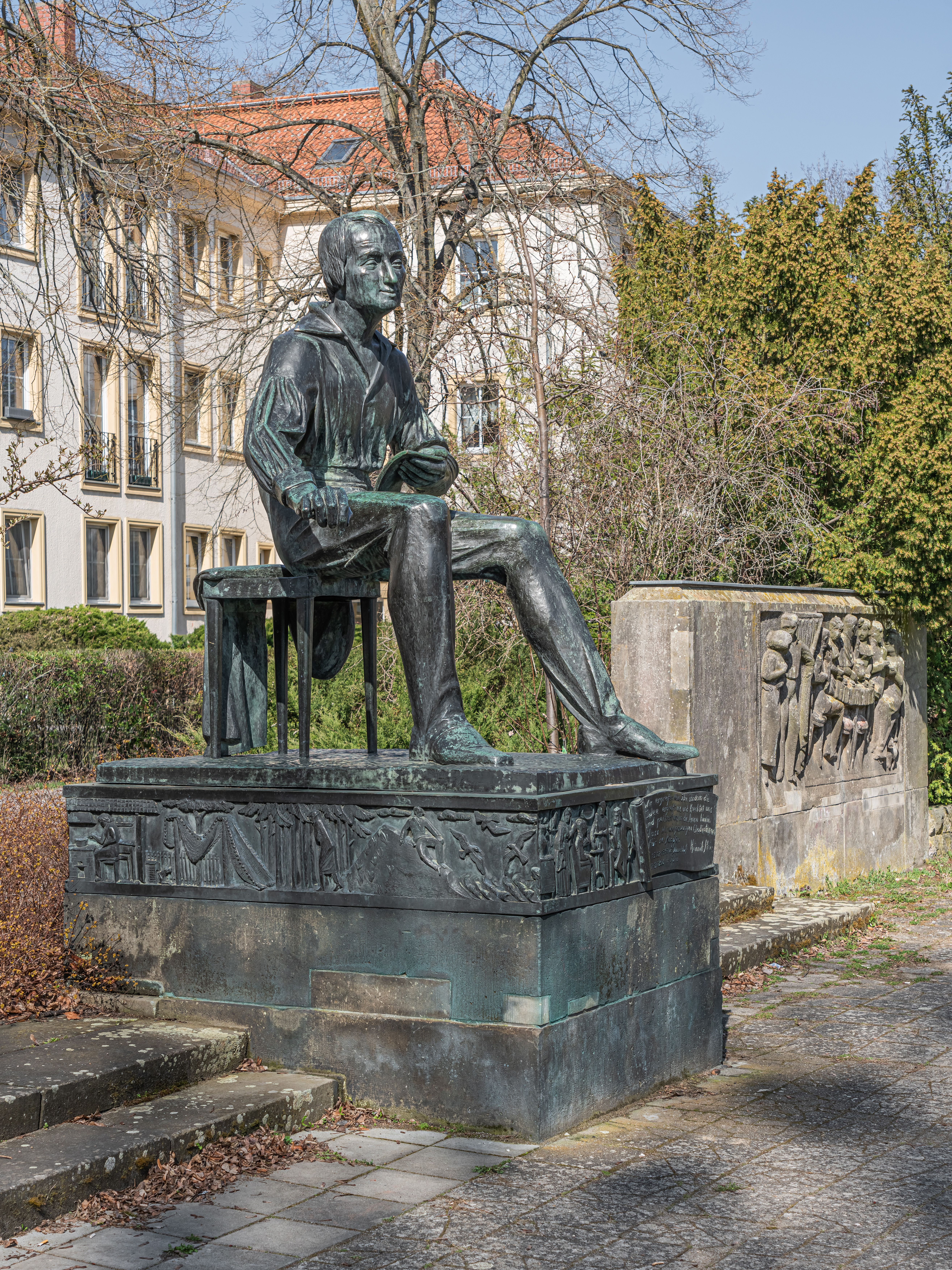
Heinrich-Heine-Denkmal, Ludwigsfelde
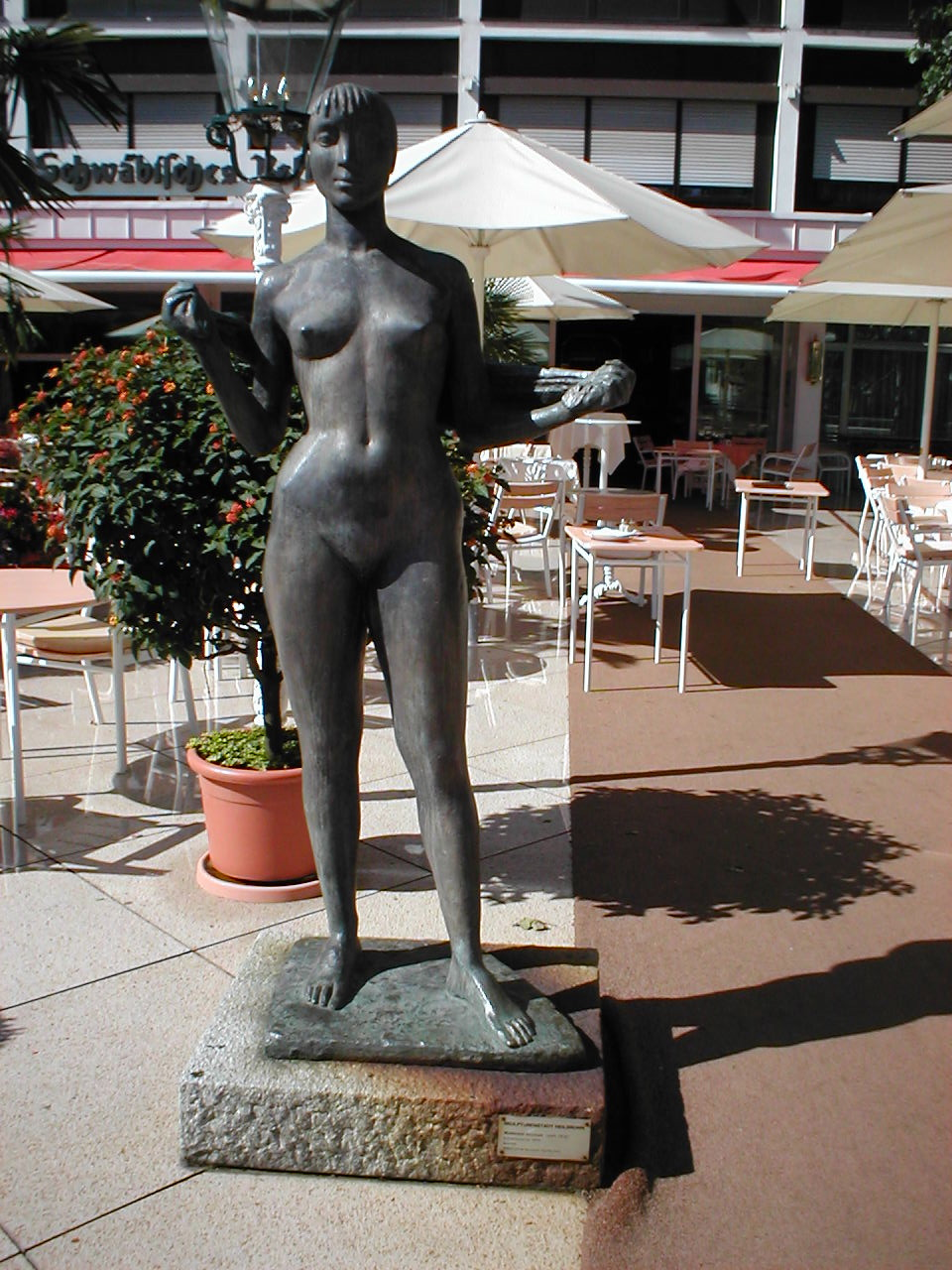
Skulptur Schwimmerin, Neckarbrücke Heilbronn
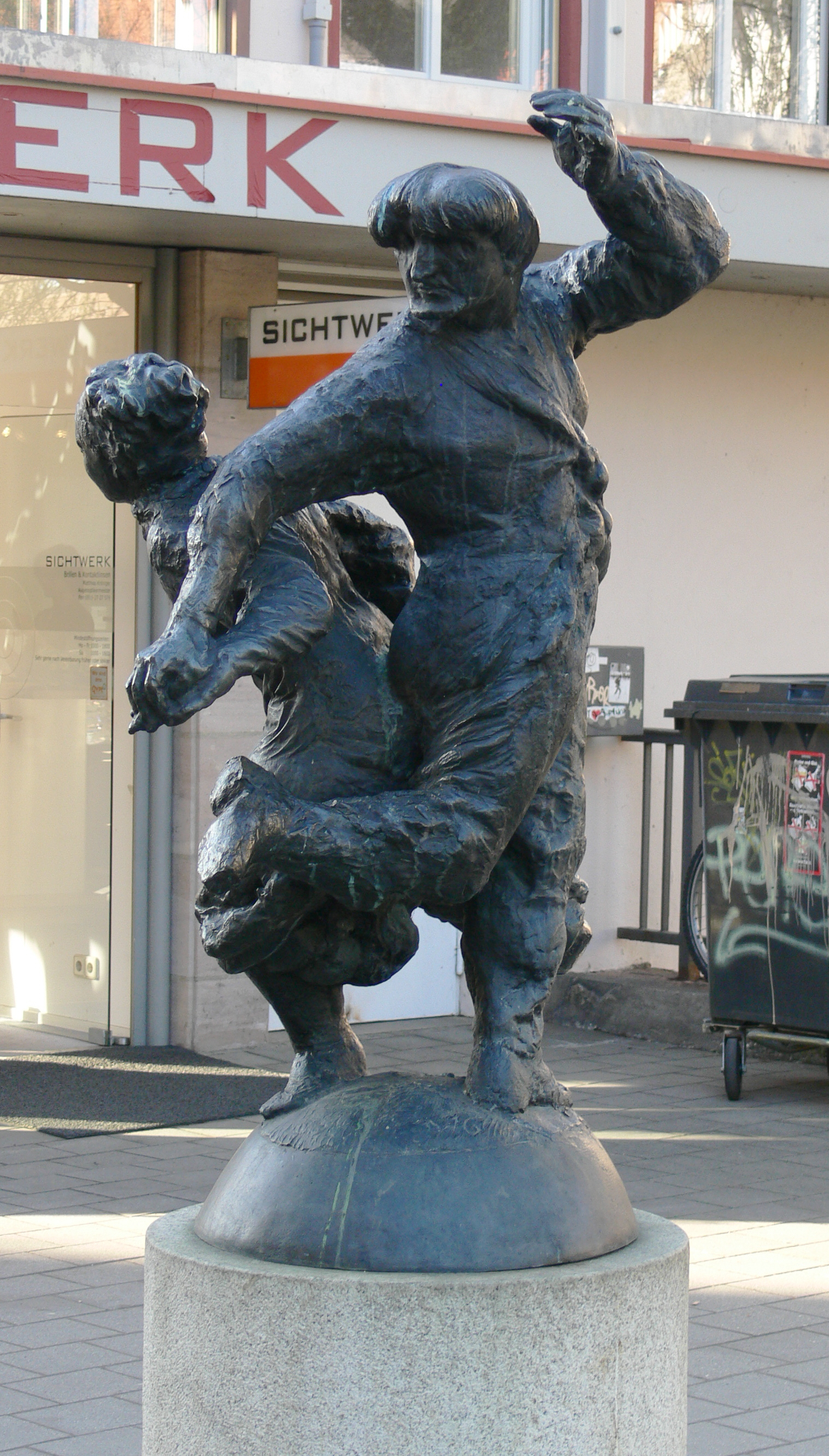
Tanzendes Bauernpaar, am Trödelmarkt in Nürnberg
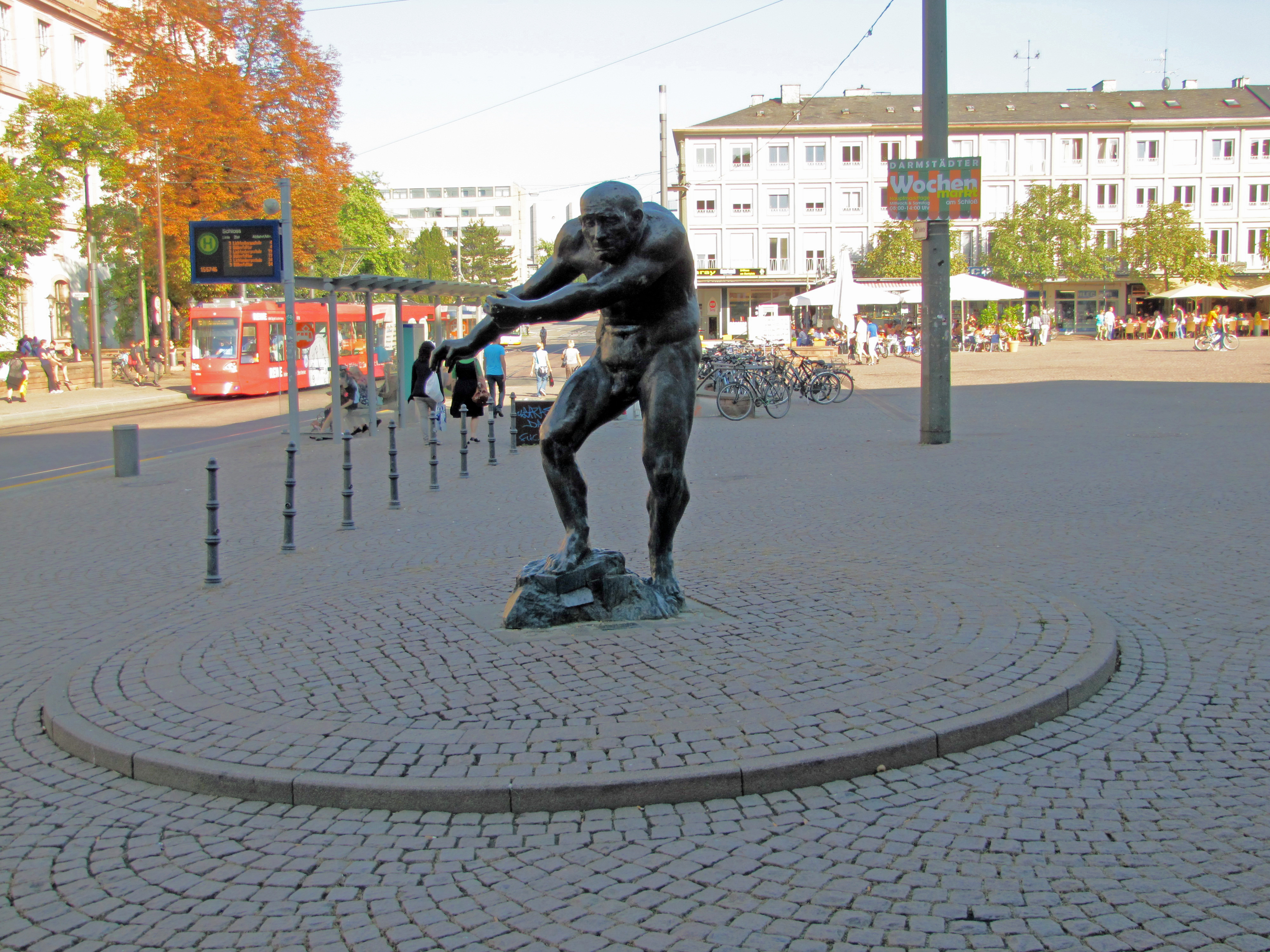
Skulptur Berserker auf dem Marktplatz in Darmstadt
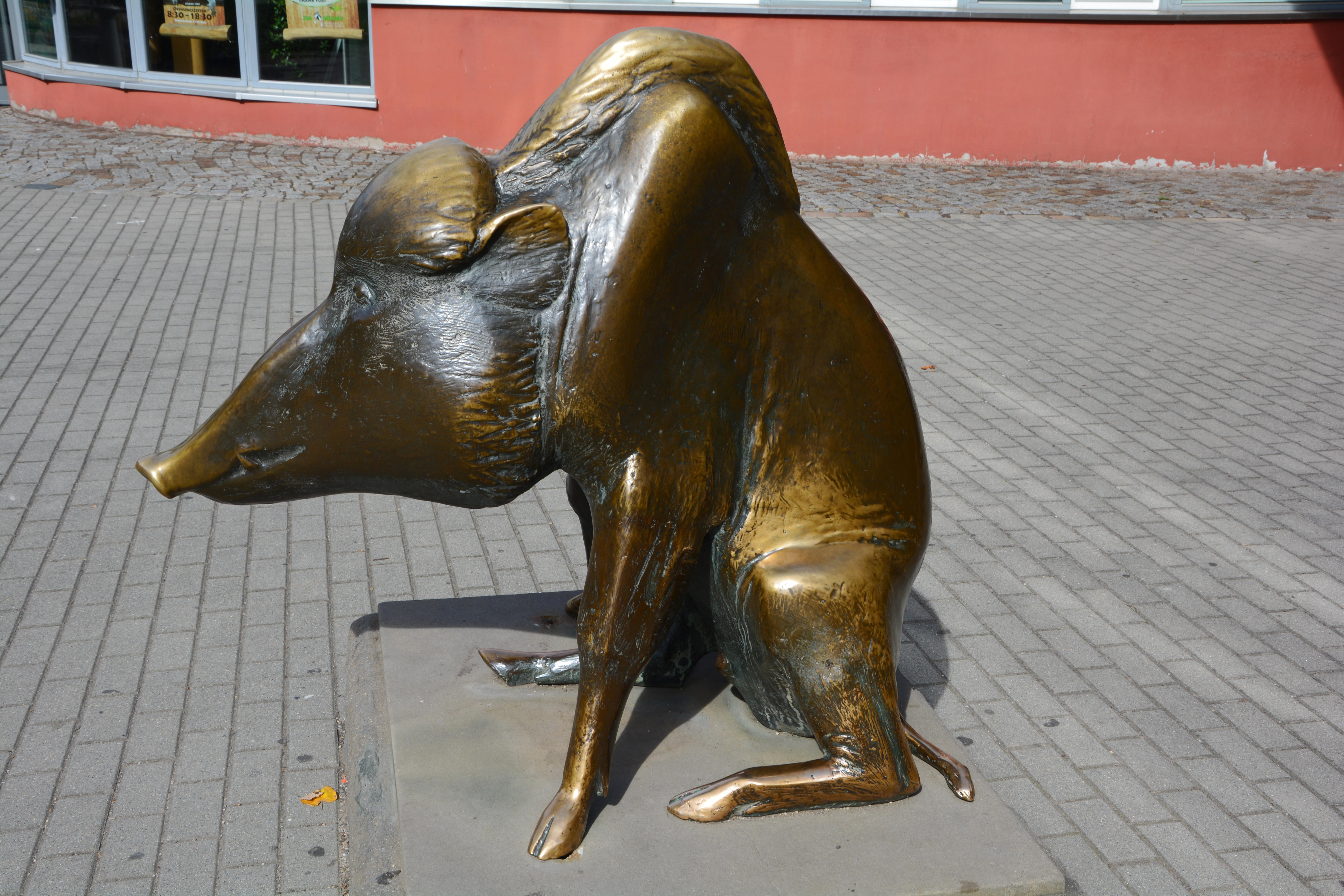
Hockendes Wildschwein vor dem Dresdner Zoo
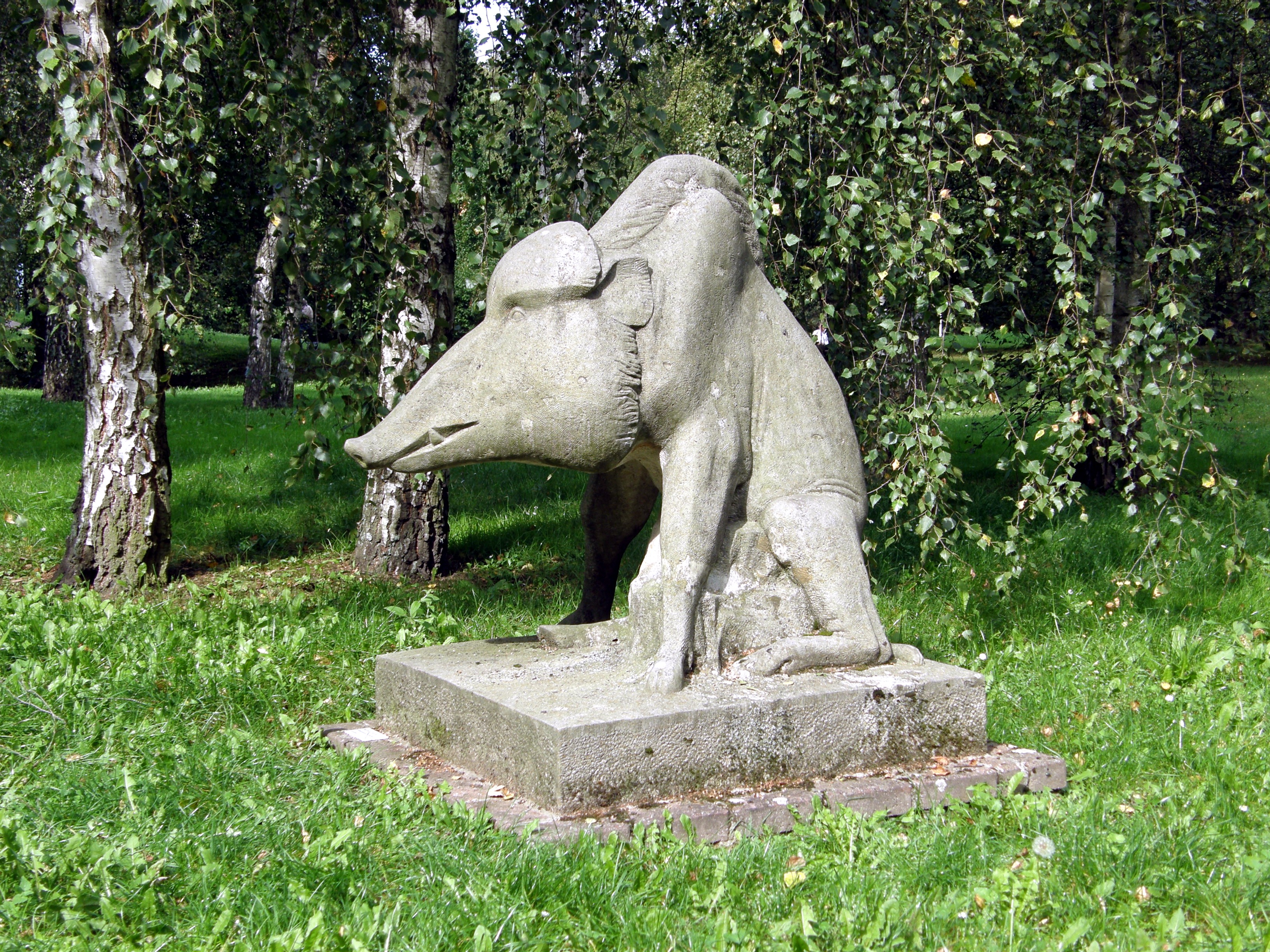
Keiler, Waldsiedlung Wandlitz, bis 2011 Zufahrt Klinik I nahe Haupteingang
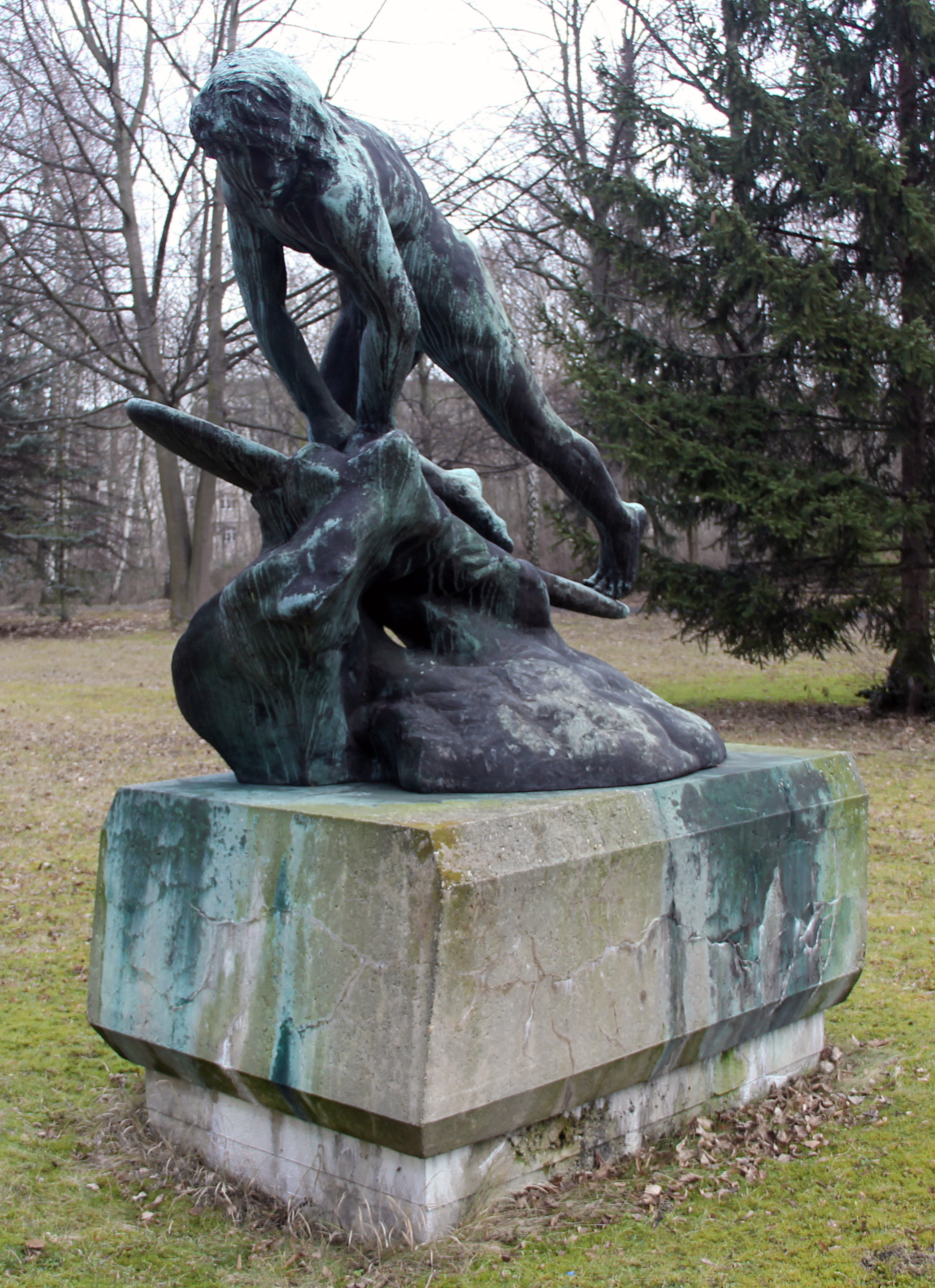
Wellenreiter, Leonorenstraße, Berlin-Lankwitz
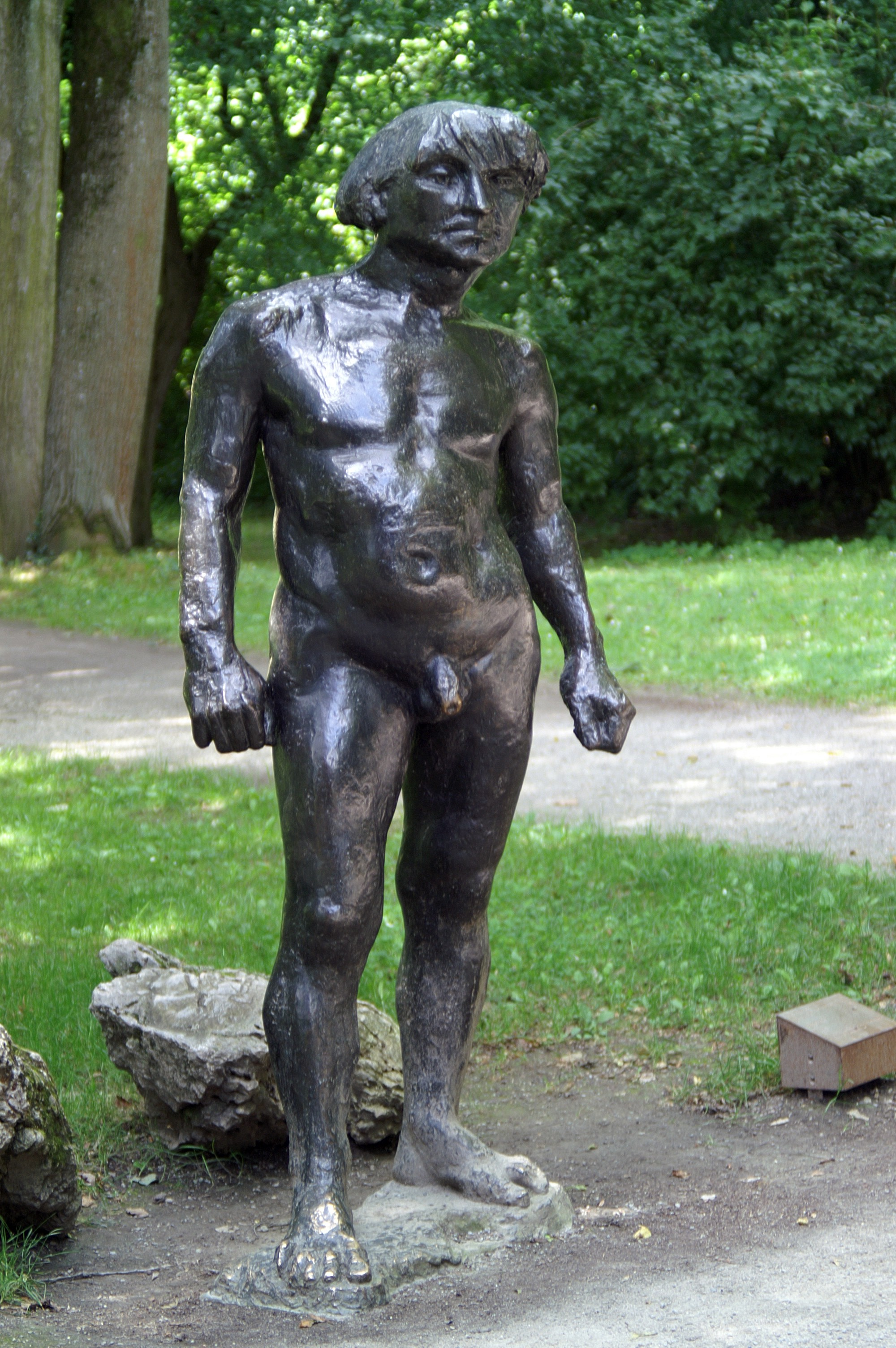
Bronzeplastik im Stadtpark Regensburg: Bedrohter II
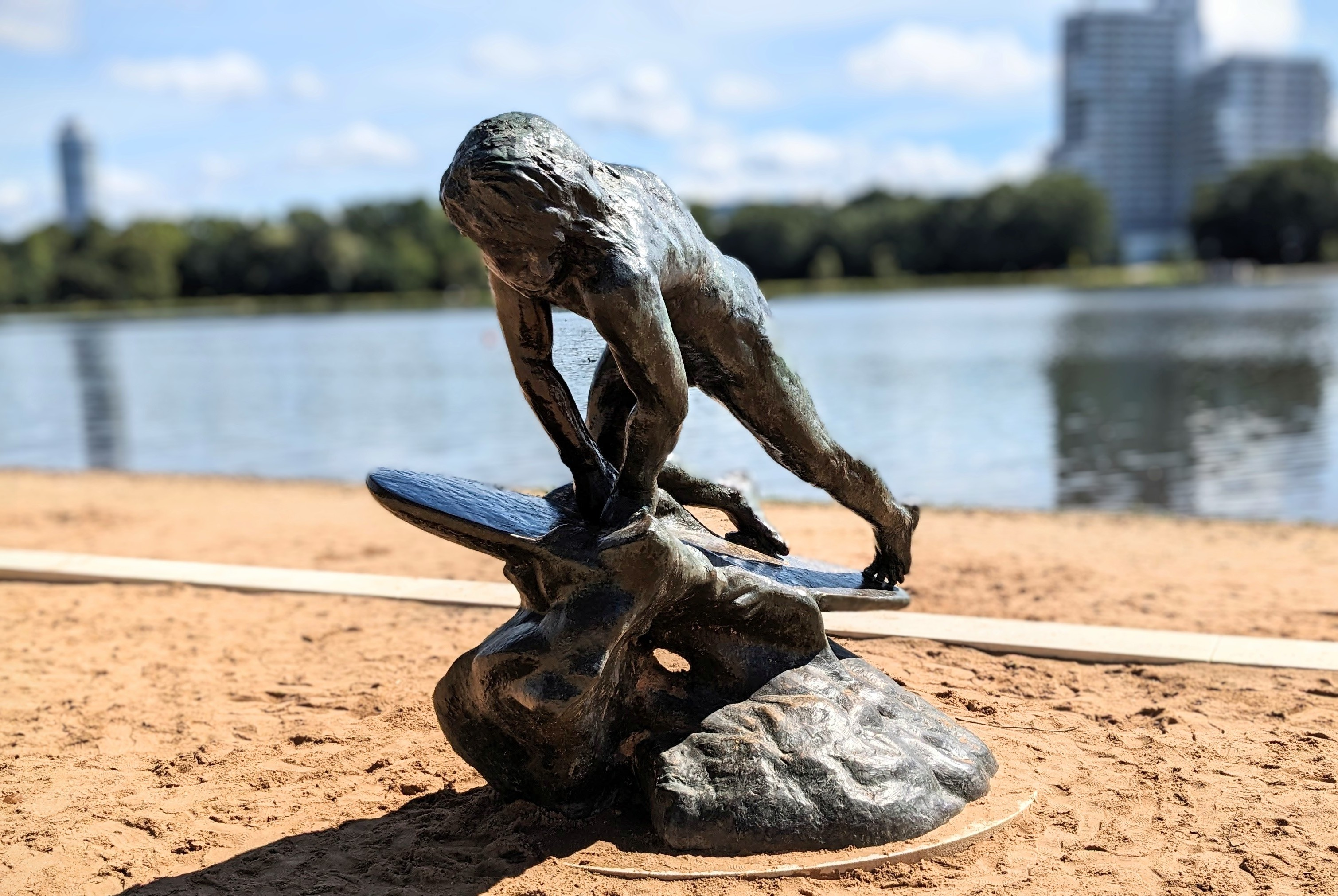
Wellenreiter II, Nürnberg